# Pamela Tiffin
Pamela Tiffin Wonso (Oklahoma City, 13 ottobre 1942 – New York, 2 dicembre 2020) è stata una modella e attrice statunitense.

## Biografia

### Gli inizi in patria
Figlia di Grace e di Stanley Wonso, architetto, e di origini anche britanniche e russe, nacque a Oklahoma City e in seguito si trasferì a Chicago, ove iniziò a fare la modella all'età di 13 anni per pagarsi i corsi all'Hunter College. Una volta diplomata, emigrò a New York dove proseguì la sua carriera; successivamente posò come ragazza copertina per Vogue e divenne una tra le più celebri modelle della Grande mela, arrivando a guadagnare fino a 1 500 dollari alla settimana. Nel 1960 si avvicinò al mondo dello spettacolo, con un'apparizione nel cortometraggio Music of Williamsburg.
Nel 1961, durante una vacanza a Hollywood in occasione del Giorno del ringraziamento, venne notata dal produttore Hal B. Wallis, marito dell'attrice Martha Hyer, che le propose un provino per il film drammatico, allora in produzione, Estate e fumo di Peter Glenville, tratto da una pièce di Tennessee Williams. Inizialmente riluttante poiché troppo giovane e convinta di non sapere recitare, fu infine convinta dallo stesso Wallis e affiancata ai protagonisti Geraldine Page e Laurence Harvey; per questa pellicola, presentata l'anno seguente anche alla 23ª Mostra internazionale d'arte cinematografica di Venezia, la Tiffin ottenne una candidatura al Golden Globe come migliore attrice debuttante. Sempre nel 1961 venne scelta dal regista Billy Wilder per prendere parte alla commedia satirica Uno, due, tre!, accanto a James Cagney, Arlene Francis e Horst Buchholz, pellicola non troppo apprezzata alla sua uscita ma in seguito celebrata dalla critica tanto da diventare un film di culto, e per il quale l'attrice ebbe altre due candidature al Golden Globe, come migliore attrice non protagonista e, ancora, come migliore attrice debuttante.
Pur continuando a fare la modella, fu impiegata in altri film di genere brillante, come Alla fiera per un marito (1962) di José Ferrer, Appuntamento fra le nuvole (1963) di Henry Levin e Mentre Adamo dorme (1964) di Jean Negulesco. La sua carriera proseguì con film più impegnativi, come Detective's Story (1966) di Jack Smight, ove apparve accanto a Paul Newman, e al fianco di Burt Lancaster e Lee Remick nel western La carovana dell'alleluia (1965) di John Sturges. In quel periodo l'attrice fu ospite di varie trasmissioni televisive, e nel 1966 le venne riservato anche un significativo ruolo teatrale a Broadway nel dramma Dinner at Eight di George S. Kaufman, grazie al quale ottenne un riconoscimento al Theatre World Award.

### Gli anni in Italia, il ritiro dalle scene

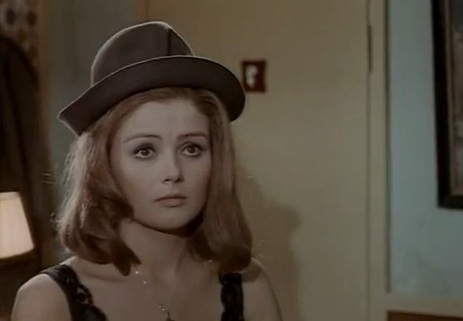
Tiffin nel film Straziami ma di baci saziami (1968)

Nel 1962 si sposò con l'editore Clay Felker, di lì a pochi anni (1968) tra i fondatori del periodico New York Magazine, dal quale divorziò nel 1969. A metà del decennio l'attrice si trasferì in Italia per recitare in vari film, pur di diseguale valore artistico: rimasta affascinata dall'ambiente di Cinecittà oltreché di Roma, vi si stabilì fino al 1974. Apprezzata per la freschezza, la sensualità e anche una certa dose di ironica ingenuità, nel Bel paese la Tiffin partecipò a pellicole come Delitto quasi perfetto (1966) di Mario Camerini, accanto a Philippe Leroy, L'arcangelo (1969) di Giorgio Capitani, insieme a Vittorio Gassman, e Il vichingo venuto dal sud (1971) di Steno, in coppia con Lando Buzzanca.
La sua interpretazione più nota e riuscita in questi anni è probabilmente quella dell'operaia marchigiana Marisa Di Giovanni nel film Straziami ma di baci saziami (1968) di Dino Risi, ove recitò accanto a Nino Manfredi e Ugo Tognazzi; in precedenza, assieme a Marcello Mastroianni aveva preso parte a uno degli episodi del film Oggi, domani, dopodomani (1965), diretto da Luciano Salce e prodotto da Carlo Ponti. Nel febbraio 1969 posò senza veli sulla rivista Playboy, coperta solo dai lunghi capelli dorati. Nello stesso anno rientrò temporaneamente negli Stati Uniti per apparire al fianco di Peter Ustinov nel film satirico Riprendiamoci Forte Alamo! di Jerry Paris, parzialmente girato a Roma anche per volere della stessa attrice. Nel 1972 si cimentò con il western picaresco, genere allora piuttosto popolare, con la pellicola Los amigos di Paolo Cavara, ove recitò con Franco Nero e Anthony Quinn.

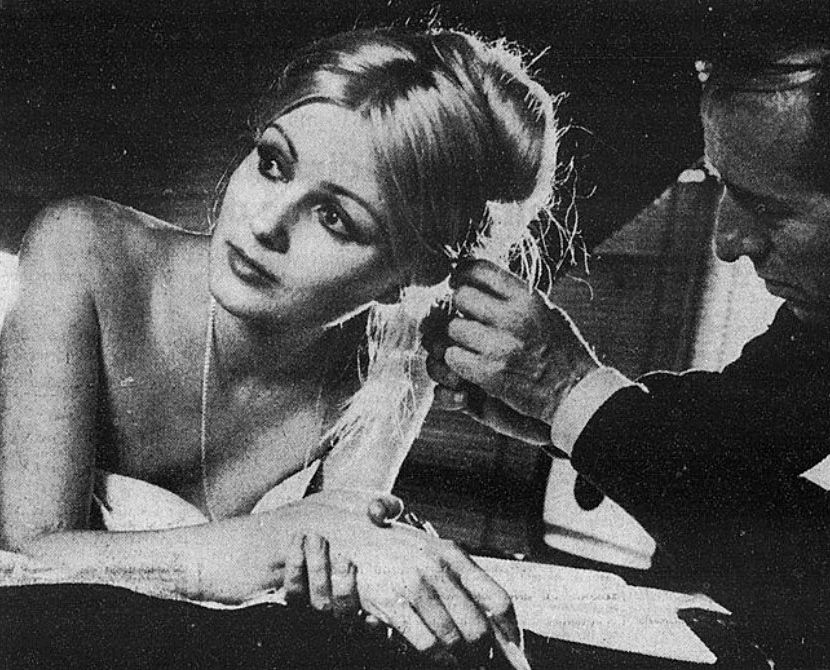
Tiffin sul set di Giornata nera per l'ariete (1971)

Durante la sua permanenza in Italia la Tiffin conobbe l'intellettuale e filosofo Edmondo Danon, figlio del produttore cinematografico di origini bulgare Marcello Danon, che sposò nel 1974 e al quale diede due figlie, Echo Angelica nel 1976, che in parte seguì le orme della madre, e Aurora nel 1981. Allontanatasi da Hollywood, in Italia apparve spesso in pellicole di modesto valore artistico e commerciale e relegata perlopiù a ruoli sexy. Dopo il film Brigitte, Laura, Ursula, Monica, Raquel, Litz, Maria, Florinda, Barbara, Claudia e Sofia, le chiamo tutte "anima mia" (1974) di Mauro Ivaldi decise di abbandonare la recitazione per tornare a vivere a New York e dedicarsi alle figlie e al marito, il quale presiedeva il locale Istituto Hesperia per il Medioevo e il Rinascimento.
Ritiratasi a vita privata, da allora apparve sporadicamente sia sugli schermi sia in pubblico. Nel 1982 intervenne per la televisione statunitense in uno show tributo a Billy Wilder; di nuovo in Italia, nel 1986 recitò nel film televisivo Rose di Tomaso Sherman, tratto da un soggetto di Ennio De Concini e di cui era protagonista Valerie Perrine; nel 2003 apparve nel ruolo di se stessa, insieme alla figlia Echo Angelica, nel documentario Not Guilty di Abel Ferrara. 
È morta a New York il 2 dicembre 2020 all'età di 78 anni.

## Filmografia

### Cinema
- Music of Williamsburg – cortometraggio (1960)
- Estate e fumo (Summer and Smoke), regia di Peter Glenville (1961)
- Uno, due, tre! (One, Two, Three), regia di Billy Wilder (1961)
- Alla fiera per un marito (State Fair), regia di José Ferrer (1962)
- Appuntamento fra le nuvole (Come Fly with Me), regia di Henry Levin (1963)
- For Those Who Think Young, regia di Leslie H. Martinson (1964)
- Gli impetuosi (The Lively Set), regia di Jack Arnold (1964)
- Mentre Adamo dorme (The Pleasure Seekers), regia di Jean Negulesco (1964)
- La carovana dell'alleluia (The Hallelujah Trail), regia di John Sturges (1965)
- Oggi, domani, dopodomani, episodio La moglie bionda, regia di Luciano Salce (1965)
- Detective's Story (Harper), regia di Jack Smight (1966)
- Delitto quasi perfetto, regia di Mario Camerini (1966)
- I protagonisti, regia di Marcello Fondato (1968)
- Straziami ma di baci saziami, regia di Dino Risi (1968)
- L'arcangelo, regia di Giorgio Capitani (1969)
- Riprendiamoci Forte Alamo! (Viva Max), regia di Jerry Paris (1969)
- Cose di Cosa Nostra, regia di Steno (1971)
- Il vichingo venuto dal sud, regia di Steno (1971)
- Giornata nera per l'ariete, regia di Luigi Bazzoni (1971)
- E se per caso una mattina..., regia di Vittorio Sindoni (1972)
- Los amigos, regia di Paolo Cavara (1973)
- Amore mio, uccidimi!, regia di Franco Prosperi (1973)
- La signora è stata violentata!, regia di Vittorio Sindoni (1973)
- Brigitte, Laura, Ursula, Monica, Raquel, Litz, Maria, Florinda, Barbara, Claudia e Sofia, le chiamo tutte "anima mia", regia di Mauro Ivaldi (1974)

### Televisione
- Il fuggiasco (The Fugitive) – serie TV, 1 episodio (1963)
- Vacation Playhouse – serie TV, 1 episodio (1965)
- The Last of the Powerseekers, regia di Paul Henreid – film TV (1969)
- The Survivors – serie TV, 1 episodio (1970)
- Quattro storie di donne – miniserie TV, 1 episodio (1989)

## Teatro
- Dinner at Eight. Broadway (1960)
- Uncle Vanya. Los Angeles (1970)

## Riconoscimenti
- Golden Globe
  - 1962 – Candidatura alla miglior attrice non protagonista per Uno, due, tre!
  - 1962 – Candidatura alla miglior attrice debuttante per Estate e fumo

- Laurel Awards
  - 1962 – Candidatura alla Top Female New Personality

- Theatre World Award
  - 1966 – Miglior promessa al dramma Dinner at Eight nella versione di Broadway

## Doppiatrici italiane
- Fiorella Betti in Estate e fumo, Mentre Adamo dorme, La carovana dell'alleluia
- Maria Pia Di Meo in Uno, due, tre!, Il vichingo venuto dal sud, Amore mio uccidimi!
- Flaminia Jandolo in Straziami ma di baci saziami, Giornata nera per l'ariete
- Valeria Valeri in Detective's Story
- Rita Savagnone in Cose di Cosa Nostra